# 泉町 (兵庫県)
泉町（いずみちょう）は、兵庫県加西郡にかつてあった町。

## 歴史
1889年（明治22年）に 町村制施行によって、加西郡在田村、西在田村、多加野村が設置された。1955年（昭和30年）3月30日に、在田村、西在田村、多加野村が合併し、泉町となった。合併した各村の大字を継承し、34の大字を編成した。1967年（昭和42年）4月1日に、北条町、泉町、加西町が合併し、加西市の一部となり、34の大字は同市の町名となった。

### 沿革
- 1955年（昭和30年）3月1日 - 多加野村・西在田村・在田村が合併して発足。
- 1967年（昭和42年）4月1日 - 北条町・加西町と合併して加西市が発足。同日泉町廃止。